# Liste des députés du Sénégal et de la Mauritanie
 (mai 2025).
Si vous disposez d'ouvrages ou d'articles de référence ou si vous connaissez des sites web de qualité traitant du thème abordé ici, merci de compléter l'article en donnant les références utiles à sa vérifiabilité et en les liant à la section « Notes et références ».
Cette page liste l'ensemble des députés français élus dans les circonscriptions du Sénégal et de la Mauritanie.

## Deuxième République
Barthélémy Durand Valantin (droite) est le député du Sénégal pour l'Assemblée nationale constituante (du 30 octobre 1848 au 26 mai 1849) ainsi que pour l'unique Assemblée nationale législative (du 12 août 1849 au 18 novembre 1850).
John Sleight est élu député du Sénégal en 1851 à la démission de Barthélémy Durand Valantin. Cependant, il était mulâtre, et en outre né d'un père anglais à Bathurst (Gambie). Son éligibilité a été contestée et, avant son admission définitive, le poste a été supprimé par Napoléon III.

## Troisième République
Durant la Troisième République, le Sénégal a un unique représentant à la Chambre des députés :
- Jean-Baptiste Lafon de Fongaufier :
  - Assemblée nationale (3 avril 1871 au 7 mars 1876, groupe Union républicaine)
- Alfred Gasconi :
  - IIe législature (2 juin 1879 au 27 octobre 1881, Union républicaine)
  - IIIe législature (4 septembre 1881 au 9 novembre 1885, Union républicaine)
  - IVe législature (25 octobre 1885 au 11 novembre 1889, groupe Union républicaine)
- Aristide Vallon :
  - Ve législature (6 octobre 1889 au 14 octobre 1893)
- Jean Couchard :
  - VIe législature (3 septembre 1893 au 31 mai 1898, groupe Républicain)
- Hector d'Agoult :
  - VIIe législature (8 mai 1898 au 31 mai 1902, groupe Républicains progressistes)
- François Carpot :
  - VIIIe législature (27 avril 1902 au 31 mai 1906, groupe Union démocratique)
  - IXe législature (6 mai 1906 au 31 mai 1910, groupe Gauche démocratique)
  - Xe législature (8 mai 1910 au 31 mai 1914, groupe Gauche radicale)
- Blaise Diagne :
  - XIe législature (10 mai 1914 au 7 décembre 1919, groupe Union républicaine radicale et socialiste)
  - XIIe législature (30 novembre 1919 au 31 mai 1924, groupe Républicain socialiste)
  - XIIIe législature (11 mai 1924 au 31 mai 1928, groupe Républicain socialiste et socialiste français)
  - XIVe législature (22 avril 1928 au 31 mai 1932, groupe Républicain socialiste)
  - XVe législature (1er mai 1932 au 11 mai 1934, groupe Indépendants)
- Galandou Diouf : 
  - XVIe législature (29 juillet 1934 au 31 mai 1936, groupe Gauche indépendante)
  - XVIe législature (26 avril 1936 au 6 août 1941, groupe Gauche indépendante)

## Assemblées constituantes de la Quatrième République française
Lors de la première Assemblée nationale constituante, qui se tient du 21 octobre 1945 au 10 juin 1946, on trouve deux représentants issus de la circonscription Sénégal-Mauritanie :
- Léopold Sédar Senghor, dans le groupe Socialiste.
- Amadou Lamine-Gueye, dans le groupe Socialiste.

Lors de la deuxième Assemblée nationale constituante, qui se déroule du 2 juin 1946 au 27 novembre 1946, on se retrouve exactement dans la même configuration.

## Quatrième République et début de la Cinquième

### Sénégal
La circonscription du Sénégal a deux représentants pendant toute la durée de la Quatrième République, ainsi que durant une partie de la première législature de la Cinquième République. Léopold Sédar Senghor a été élu sans discontinuité de 1946 à 1959, siégeant d'abord dans le groupe Socialiste (première législature) puis dans le groupe des Indépendants d'outre-mer. 
L'autre représentant du Sénégal sera :
- Amadou Lamine-Gueye, durant la première législature (du 10 novembre 1946 au 4 juillet 1951), siégeant parmi le groupe Socialiste
- Abbas Guèye, durant la deuxième législature (du 17 juin 1951 au 1er décembre 1955), siégeant parmi le groupe des Indépendants d'outre-mer
- Mamadou Dia, durant la troisième (du 2 janvier 1956 au 8 décembre 1958), siégeant parmi le groupe des Indépendants d'outre-mer, ainsi que durant la première partie de la première législature de la Cinquième République (du 9 décembre 1958 au 15 juillet 1959).

### Mauritanie
La Mauritanie a un représentant durant la Quatrième République et au début de la Cinquième :
- Babana Horma lors de la première législature (du 10 novembre 1946 au 4 juillet 1951), il siège au sein du groupe Socialiste
- N'Diaye Sidi el Moktar durant les deux législatures suivantes et durant la première partie de la première législature de la Cinquième République :
  - Deuxième législature (du 17 juin 1951 au 1er décembre 1955)
  - Troisième législature (du 2 janvier 1956 au 8 décembre 1958), il siège au sein du groupe Mouvement républicain populaire
  - Première législature de la Cinquième République (du 9 décembre 1958 au 15 juillet 1959)